# Трке камила
Трке камила спадају међу популарнијим спортовима у Пакистану, Саудијској Арабији, Египту, Бахреину, Јордану, Катару, Уједињеним Арапским Емиратима, Оману, Аустралији и Монголији. Професионалне трке камила су догађаји углавном за клађење и туристичку атракцију. Камиле могу трчати при брзинама до 65 км на час у кратким спринтовима и могу одржавати брзину од 40 км на час на сат времена. Камиле често контролишу дечји џокеји, али оптужбе за кршења људских права довеле су до забрана рада малолетника у целој земљи у УАЕ и у Катару. У савременим земљама, камиле се често контролишу роботским бичевима на даљинско управљање.
Главна трка камила је Камел Куп који се одржава у Алис Спрингсу и представља другу највећу новчану награду у Аустралији. Одржава се сваке године и укључује не само саме трке камила.
Највећи новац за трку камила у Аустралији се добија у такмичењу "The Boulia desert Sands" са наградом од 25.000 долара у Квинсланду.

## Деца џокеји
Деца су често омиљена као џокеји због своје мале тежине. Пријављено је да се на хиљаде деце (од којих су неки изјавили да имају само две године старости) тргује из земаља као што су Авганистан, Бангладеш, Иран, Пакистан и Судан због рада у индустрији камила у арапским државама Перзијског залива.  Процењује се да је у региону Персијског залива 5.000 - 40.000 дечијих џокеја.
Многа деца су озбиљно повређена падањем са камила.  Деца џокеји живе у камповима (званим "оусбах") у близини тркалишта и многа су жртве злостављања.  Стотине деце је спашено из фарми камила у Оману, Катару и УАЕ-у и враћена у своје првобитне домове или су их крили у склоништима.   Многи, међутим, нису у стању да идентификују своје родитеље или домаће заједнице у Јужној Азији или Судану. Неке земље су издале казне за оне који су трговали децом и наложили власницима да врате децу у њихове земље. Међутим, они наводе да су деца која су спашавана у многим случајевима била продата од стране њихових родитеља у замену за новац или посао у иностранству. Ако би се вратили, деца би поново била продата у исте сврхе. Друга деца нису говорила своје матерње језике или нису знала како живети изван фарми камила.

## Забрана
Уједињени Арапски Емирати су први забранили да деца млађа од 15 година буду џокеји у тркама камила. Шеик Хамдан бин Заиед Ал Нахиан је објавио забрану 29. јула 2002. У 2009. години УАЕ је исплатила компензацију за 879 бивших џокеја.   Уједињени Арапски Емирати сада издају казне као што су затвор и забране за оне који користе децу као џокеје. Године 2010. волонтери из  Anti-Slavery International фотографисали су кршења ове забране.
У Катару, Емир Катар, забранио је дечје џокеје 2005. године и упутио да ће до 2007. године све трке камила бити усмерене од стране роботских џокеја.